# デヴィッド・サイドラー
デヴィッド・サイドラー（David Seidler, 1937年8月4日 - 2024年3月16日）は、イギリス系アメリカ人の舞台、テレビ、映画の脚本家である。

## 生い立ち
父方の祖父母をホロコーストによって失っている。幼児期はロンドンで過ごし、中産階級家庭で育てられた。父のバーナードは毛皮ブローカーだった。第二次世界大戦時のザ・ブリッツで住んでいたアパートが爆撃されると、一家はサリーのリングフィールドに移った。さらに戦争が続くと一家はアメリカニューヨーク州ロングアイランドに逃れ、そこへボートで旅している頃にサイドラーは吃音になってしまう。サイドラーは、自分の吃音は戦争による精神的ストレスが原因であると考え、10代の頃は吃音で他人が不愉快にならぬよう、無口な人間として過ごしてきた。

## キャリア
40歳の時にフランシス・フォード・コッポラ監督の『タッカー』の脚本を書き、ハリウッドでのキャリアがスタートする。
2010年には長年脚本を温めていた、ジョージ6世が吃音を克服する姿を描いた映画『英国王のスピーチ』が公開され、これがトロント国際映画祭などで絶賛され、以後様々な賞を受賞する。サイドラー自身もアカデミー脚本賞、英国アカデミー賞オリジナル脚本賞などを受賞した。

## 私生活
サイドラーは2005年後半に咽喉癌と診断されたが、2011年2月現在は鎮静している。
イギリスとアメリカ両方の市民権を持っている。
2024年3月16日、ニュージーランドへのフライフィッシングの遠征中に死去。86歳没。

## フィルモグラフィ

### 映画
- タッカー Tucker: The Man and His Dream (1988)
- 魔法の剣 キャメロット Quest for Camelot (1998)
- 王様と私 The King and I (1999)
- 人気家族パートリッジ/スターはつらいよ! Come On, Get Happy: The Partridge Family Story (1999)
- 英国王のスピーチ The King's Speech (2010)

### テレビ
- Malice in Wonderland (1985) テレビ映画
- 海運王オナシス/世界で最も富を得た男 Onassis: The Richest Man in the World (1988) テレビ映画
- アリッサ・ミラノのゴールドラッシュ Goldrush: A Real Life Alaskan Adventure (1988) テレビ映画
- マスター・オブ・ザ・ドラゴン Son of the Dragon (2006) ミニシリーズ
- カンフー・キングダム Kung Fu Killer (2008) テレビ映画

## 受賞・ノミネート
| 賞                             | 年     | 部門             | 作品名           | 結果       |
| ------------------------------ | ------ | ---------------- | ---------------- | ---------- |
| 英国アカデミー賞               | 2010年 | オリジナル脚本賞 | 英国王のスピーチ | 受賞       |
| アカデミー賞                   | 2010年 | 脚本賞           | 英国王のスピーチ | 受賞       |
| ゴールデングローブ賞           | 2010年 | 脚本賞           | 英国王のスピーチ | ノミネート |
| 放送映画批評家協会賞           | 2010年 | オリジナル脚本賞 | 英国王のスピーチ | 受賞       |
| 英国インディペンデント映画賞   | 2010年 | 脚本賞           | 英国王のスピーチ | 受賞       |
| サテライト賞                   | 2010年 | オリジナル脚本賞 | 英国王のスピーチ | 受賞       |
| ロサンゼルス映画批評家協会賞   | 2010年 | 脚本賞           | 英国王のスピーチ | 次点       |
| サンディエゴ映画批評家協会賞   | 2010年 | オリジナル脚本賞 | 英国王のスピーチ | ノミネート |
| シカゴ映画批評家協会賞         | 2010年 | オリジナル脚本賞 | 英国王のスピーチ | ノミネート |
| ワシントンD.C.映画批評家協会賞 | 2010年 | オリジナル脚本賞 | 英国王のスピーチ | ノミネート |
| オンライン映画批評家協会賞     | 2010年 | オリジナル脚本賞 | 英国王のスピーチ | ノミネート |